# Seznam českých nositelů Řádu čestné legie
Toto je seznam českých nositelů a nositelek Řádu čestné legie, který jako nejvyšší francouzské státní vyznamenání založil v roce 1802 konzul republiky Napoleon Bonaparte.

## Abecední seznam
Známými českými držiteli či držitelkami řádu v některé z jeho hodností jsou:
- František Bartoš (divizní generál) – rytíř v roce 1923, důstojník v roce 1928[1]
- Antonín Basl (brigádní generál) – rytíř v roce 1925[1]
- Josef Bečvář (armádní generál) – rytíř v roce 2004[1]
- Jan Bělehrádek (biolog, profesor, rektor Univerzity Karlovy) – rytíř
- Edvard Beneš (předseda vlády, prezident republiky) – nositel velkokříže v roce 1922
- Josef Bernard (filolog) – v roce 1933
- Josef Berounský (brigádní generál), československý letec RAF) – rytíř
- August Bielka rytíř von Karltreu (c. k. osobní lékař) – v roce 1867
- Josef Bílý (armádní generál) – důstojník v roce 1924, komandér v roce 1929[1]
- Jindřich Birula (brigádní generál) – rytíř v roce 1920[1]
- Silvestr Bláha (divizní generál) – důstojník v roce 1925, komandér v roce 1935[1]
- Jaroslav Blahoš (prezident Světové lékařské asociace, dlouhodobý předseda České lékařské společnosti) – rytíř v roce 2002, důstojník v roce 2008
- Rudolf Brazda (pokrývač, vězeň) – rytíř v roce 2011
- Václav Cukr (plukovník) – rytíř
- Stanislav Čeček (divizní generál) – důstojník v roce 1918, komandér v roce 1923[1]
- Jaroslav Červinka mladší (brigádní generál) – důstojník v roce 1925[1]
- Jaroslav Čihák (divizní generál) – komandér v roce 1941[1]
- Antonín Číla (brigádní generál) – rytíř v roce 1921[1]
- Evžen Čížek (plukovník) – rytíř[1]
- Jaroslav Ignác Čížek (brigádní generál) – rytíř v roce 1926, důstojník v roce 1936[1]
- Jiří Dienstbier (politik)
- Mikuláš Doležal (divizní generál) – rytíř v roce 1929[1]
- Jan Drobný (armádní generál) – komandér v roce 1927[1]
- Dominik kardinál Duka – rytíř v roce 2012[2]
- Jan Ďurica (generálporučík) – důstojník v roce 2005
- Josef Dvořák (brigádní generál) – rytíř v roce 1928[1]
- František Zdeněk Eberl (malíř) – rytíř v roce 1926
- Josef Eisenberger (generál) – rytíř v roce 1923[1]
- Alois Eliáš (armádní generál, předseda vlády) – důstojník v roce 1923[1]
- Jaroslav Eminger (brigádní generál) – důstojník v roce 1928[1]
- Bohuslav Ernest (odbojář ve Francii) – důstojník v roce 1945
- František Fabian (brigádní generál) – rytíř v roce 1928
- Jaroslav Fajfr (divizní generál) – důstojník v roce 1924, komandér v roce 1929[1]
- František Fajtl (generálporučík, stíhací pilot, spisovatel) – rytíř v roce 1994[1]
- Miloslav Fassati (brigádní generál) – rytíř v roce 1933[1]
- Bohuslav Fiala (brigádní generál) – rytíř v roce 1926, důstojník v roce 1936[1]
- Emil Fiala (divizní generál) – rytíř v roce 1920[1]
- Ludvík Fisher (generál) – důstojník v roce 1920[1]
- Pavel Fischer (velvyslanec) – rytíř v roce 2010
- Josef Fišera (pedagog)
- Miloš Forman (režisér) – rytíř v roce 2004
- Karel Franz (generál) – důstojník v roce 1926[1]
- Karel Čapek (spisovatel, novinář) - důstojník v roce 1937 [3]
- Hynek Gibiš (generál) – rytíř v roce 1923[1]
- Radola Gajda (divizní generál) – důstojník v roce 1918, komandér v roce 1923[1]
- Josef Gočár (architekt) – v roce 1926
- Jaroslav Gregor (předseda Československé napoleonské společnosti) – v roce 1936.[4]
- Jiří Stanislav Guth-Jarkovský (ministerský rada, předseda Československého olympijského výboru) – důstojník, komandér[5]
- Antonín Hasal (armádní generál) – rytíř v roce 1924, důstojník v roce 1934, komandér v roce 1941, nositel velkokříže v roce 1946[1]
- Čeněk Haužvic (divizní generál) – rytíř v roce 1921[1]
- František Havel (brigádní generál) – důstojník v roce 1924[1]
- Václav Havel (dramatik, prezident) – nositel velkokříže v roce 1990
- Josef Herz (plukovník) – rytíř v roce 2004[6]
- Jaroslav Hlaďo (generálmajor) – rytíř v roce 1945[1]
- Stanislav Hnělička (brigádní generál) – v roce 2005
- František Hněvkovský (brigádní generál) – rytíř v roce 1925[1]
- Adolf Hoffmeister (spisovatel, malíř, diplomat) – rytíř v roce 1946
- Vendulka Holá (plukovník celní správy) – rytíř v roce 2017[7]
- Ludvík Holeska (major) – rytíř v roce 2004[6]
- Jan Holoubek (správce památníku bitvy u Slavkova Mohyla míru) – rytíř v roce 2015[8]
- Bedřich Homola (armádní generál, legionář) – důstojník v roce 1931[1]
- Karel Hora (major, legionář) – rytíř v roce 1944, důstojník v roce 1955
- Jan Horák (divizní generál) – důstojník v roce 1926[1]
- Jan Horal (plukovník, válečný veterán, manažer, podnikatel, hoteliér, iniciátor kulturního života a filantrop) – rytíř v roce 2006
- František Hrabčík (divizní generál) – rytíř v roce 1924, důstojník v roce 1928[1]
- František Hroník (plukovník, legionář) – rytíř v roce 1922
- Otakar Husák (generál) – rytíř v roce 1918, důstojník v roce 1920, komandér v roce 1921[1]
- Karel Husárek (divizní generál) – důstojník v roce 1933[1]
- Marie Chatardová (velvyslankyně ve Francii) – komandér v roce 2016
- Augustin Charvát (plukovník) – rytíř
- Jan Sergěj Ingr (armádní generál) – rytíř v roce 1926, důstojník v roce 1940, komandér v roce 1947, velkodůstojník v roce 1950[1]
- Karel Janoušek (armádní generál) – komandér v roce 1945[1]
- Rudolf Janů (brigádní generál) – důstojník v roce 1923[1]
- Eduard Kadlec (armádní generál) – důstojník v roce 1923, komandér v roce 1928[1]
- Vladimír Kajdoš (brigádní generál) – rytíř v roce 1933[1]
- Gustav Karpinský (podplukovník) (válečný veterán, který bojoval v době 2. svět. války za svobodu Francie) – v roce 2004
- Zdeněk Kessler (předseda Ústavního soudu) – rytíř v roce 2002
- Jan Klán (plukovník) – rytíř[1]
- Karel Klapálek (armádní generál) – komandér[1]
- Vojtěch Klecanda (divizní generál) – důstojník v roce 1928[1]
- František Klepš (štábní kapitán, pilot) – rytíř 1929[9]
- Otto Klíma (plukovník) – rytíř v roce 2005[10]
- Jan Kloud (brigádní generál) – důstojník v roce 1928[1]
- Pavel Knihař (kapitán, legionář) – rytíř v roce 1978, důstojník v roce 2003, komandér v roce 2009[11]
- Petr Kolář (katolický kněz, jezuita) – rytíř v roce 2007[12]
- František Kolařík (divizní generál) – důstojník v roce 1928[1]
- Jan Karel Kolovrat Krakovský (polní maršál) – velkodůstojník
- Václav Kopal (divizní generál) – důstojník v roce 1922[1]
- Josef Koutňák (brigádní generál) – důstojník v roce 1934[1]
- Jindřich Kratochvíl (generál) – důstojník v roce 1934[1]
- Ludvík Krejčí (armádní generál) – rytíř v roce 1920, důstojník v roce 1928, velkodůstojník v roce 1934[1]
- Václav Kropáček (plukovník) – rytíř
- Josef Kroutil (divizní generál) – důstojník v roce 1928[1]
- Rudolf Kroutil (divizní generál) – důstojník v roce 1926[1]
- Marta Kubišová (zpěvačka) – rytíř v roce 2012[13]
- Alois Kubita (divizní generál) – rytíř v roce 1924[1]
- Čeněk Kudláček (divizní generál) – rytíř
- Milan Kundera (spisovatel) – rytíř v roce 1990
- Václav Kuneš (brigádní generál) – rytíř v roce 1930[1]
- František Kupka (malíř) – v roce 1926
- Karel Kutlvašr (armádní generál) – důstojník v roce 1923[1]
- Jiří Kylián (choreograf) – rytíř v roce 2004
- František Lanč (brigádní generál) – rytíř v roce 1923[1]
- Cyril Langer (brigádní generál) – rytíř v roce 1928[1]
- Alois Liška (armádní generál) – důstojník[1]
- Stanislav Liška (plukovník) – rytíř v roce 2004[6]
- Karel Loevenstein (průmyslník) – rytíř v roce 1936
- František Loubal (spisovatel) – ?
- Karel Lukas (generálmajor) – rytíř
- Vojtěch Luža (armádní generál) – rytíř v roce 1921, důstojník v roce 1932[1]
- Alois Machačík (divizní generál) – rytíř v roce 1918, důstojník v roce 1918[1]
- Hana Machková (rektorka VŠE) – rytíř v roce 2016
- Václav Malý (římskokatolický biskup) – rytíř v roce 2021
- Josef Mánek (divizní generál) – rytíř v roce 1923[1]
- Tomáš Garrigue Masaryk (prezident)
- Jindřich Matiegka (profesor Univerzity Karlovy) – rytíř
- Ivan Matoušek (důstojník) – rytíř
- Rudolf Medek (generál, spisovatel) – rytíř v roce 1923, komandér v roce 1928[1]
- Karel Mejstřík (divizní generál) – rytíř v roce 1922, důstojník v roce 1930[1]
- František Melichar (divizní generál) – rytíř v roce 1928[1]
- Stanislav Mentl (profesor Univerzity Karlovy) – rytíř v roce 1937
- Otakar Motejl (ombudsman) – komandér v roce 2000
- Ondřej Moravec (divizní generál) – důstojník v roce 1933[1]
- Josef Mrázek (brigádní generál) – rytíř v roce 1927[1]
- Alfons Mucha (malíř) – rytíř v roce 1901, důstojník v roce 1934
- Matěj Němec (divizní generál) – rytíř v roce 1922[1]
- Jan Netík (divizní generál) – rytíř v roce 1926, důstojník v roce 1931[1]
- Bedřich Neumann (divizní generál) – rytíř v roce 1926, důstojník v roce 1940, komandér v roce 1947[1]
- Lubor Niederle (profesor Univerzity Karlovy) – rytíř
- František Nosál (divizní generál) – důstojník v roce 1928[1]
- František Novák (kapitán, letec)
- Aleš Opata (armádní generál, příslušník zahraničních misí AČR) – v roce 2012[1][14]
- Jindřich Opper (český židovský novinář) – v roce 1878
- Josef Palivec (básník, překladatel) – rytíř v roce 1928
- Šimon Pánek (ředitel společnosti Člověk v tísni) – rytíř v roce 2023
- Alois Páral (plukovník, legionář) – rytíř v roce 1927
- Jan Paroulek (plukovník) (válečný veterán, který bojoval v době 2. svět. války za svobodu Francie) – v roce 2004
- Petr Pavel (armádní generál a prezident České republiky) – důstojník v roce 2012[15]
- Viktor Perner (podplukovník) – rytíř v roce 1945, důstojník v roce 1996
- František Peřina (generálporučík, pilot) – rytíř v roce 1940, důstojník v roce 1995[1]
- Josef Pešek (generál) – důstojník v roce 1924[1]
- Josef Petrš (generál) – rytíř v roce 1924[1]
- Josef Petřík (geodet, profesor ČVUT) – rytíř v roce 1936
- Václav Petřík (brigádní generál) – rytíř v roce 1922[1]
- Heliodor Píka (armádní generál) – komandér
- Soběslav Hyppolit Pinkas (malíř) – v roce 1898[16]
- Petr Pithart (politik) – důstojník v roce 2004
- Alois Podhajský (armádní generál) – komandér v roce 1923[1]
- Ladislav Preininger (plukovník) – rytíř v roce 1927, důstojník v roce 1934[1]
- Lev Prchala (armádní generál) – rytíř v roce 1921, důstojník v roce 1928[1]
- Petra Procházková (novinářka)[17]
- Tomáš Prouza (politik, úředník; státní tajemník pro evropské záležitosti) – rytíř v roce 2016[18]
- Vladimír Přikryl (divizní generál) – důstojník v roce 1932[1]
- Josef Pták (legionář, brigádní generál) – důstojník
- Otakar Quadrat (metalurg, rektor ČVUT) – důstojník
- Jaroslav Rambousek (generál) – důstojník v roce 1926[1]
- Karel Raška (major) – rytíř v roce 2004[6]
- Antonín Rejcha (hudební skladatel) – v roce 1835
- Bohumil Rytíř (brigádní generál) – rytíř v roce 1918, důstojník v roce 1928[1]
- Pavel Rychetský (politik) – důstojník v roce 2005
- Josef Serafín (major, účastník operace Overlord) – rytíř v roce 2004[6]
- Josef Schejbal (brigádní generál) – důstojník v roce 1943[1]
- Rudolf Slavík (barman) – rytíř
- Jan Sokol (filosof) – důstojník v roce 2008
- Erich Spitz (fyzik) – důstojník[19]
- Vilém Stanovský (pilot, legionář, divizní generál) – rytíř (konec 1. sv. války), důstojník, komandér v roce 1946[1]
- Bedřich Starý (plukovník, letec) – důstojník v roce 1923
- Václav Straka (plukovník, legionář, novinář) – rytíř v roce 2004[6]
- Karel Sudík (legionář) – rytíř[20]
- Josef Suk (houslista) – v roce 2002
- Oleg Svátek (divizní generál) – důstojník v roce 1928[1]
- Cyril Svoboda (diplomat, politik) – důstojník v roce 2011[zdroj⁠?!]/2012[21]
- Jindřich Svoboda (astronom) – důstojník
- Josef Svoboda (scénograf) – v roce 1993
- Ludvík Svoboda (armádní generál, prezident) – velkodůstojník v roce 1947[1]
- Jan Syrový (armádní generál) – rytíř v roce 1919, důstojník v roce 1920, komandér v roce 1921, velkodůstojník v roce 1925[1]
- Anna Šabatová (disidentka, signatářka Charty 77, ombudsmanka) – rytířka v roce 2018
- Jan Šabršula (profesor Univerzity Karlovy) – rytíř v roce 2000
- Jaroslav Šedivý (historik, diplomat) – v roce 2005
- Jiří Šedivý (armádní generál) – důstojník v roce 2002
- Václav Šidlík (brigádní generál) – rytíř v roce 1918, důstojník v roce 1923[1]
- Kateřina Šimáčková (soudkyně Ústavního soudu ČR a ESLP) – rytířka v roce 2021[22]
- Tavík František Šimon (malíř)[23]
- Jan Šípek (divizní generál) – rytíř v roce 1923[1]
- Alfréd Škvára (divizní generál) – důstojník v roce 1925[1]
- František Škvor (armádní generál) – velkodůstojník v roce 1932[1]
- Josef Šnejdárek (armádní generál) – rytíř v roce 1914, důstojník v roce 1920, komandér v roce 1930[1]
- Michaela Šojdrová (politička) – v roce 2009[24]
- Vladimír Šokorov (generál) – důstojník v roce 1918, komandér v roce 1923[1]
- Antonín Špaček (generálmajor) – důstojník v roce 2004[6]
- Vladimír Špidla (politik, premiér České republiky) – důstojník v roce 2016[25][26]
- Miroslav Štandera (brigádní generál) – rytíř v roce 2005[1]
- Pavel Štefka (armádní generál) – důstojník v roce 2005
- Josef Šusta (historik, politik) – komandér v roce 1934
- Max Švabinský (malíř, rytec) – rytíř v roce 1923
- Václav Švambera (geograf, profesor Univerzity Karlovy) – důstojník
- Josef Tacl (brigádní generál) – důstojník
- František Tallavania (brigádní generál) – rytíř v roce 1924[1]
- Pavel Tigrid (politik, spisovatel) – v roce 1992
- Evžen Tošenovský (hejtman Moravskoslezského kraje) – rytíř v roce 2002
- Petr Uhl (novinář) – rytíř v roce 2006
- Jaroslav Untermüller (divizní generál) – rytíř v roce 1928[1]
- Petr Uruba (plukovník) – rytíř v roce 2006[1]
- Lubomír Úlehla (plukovník, doktor práv, veterán 311. čs. bombardovací perutě RAF a stíhací pilot Letectva Svobodné Francie) – v roce 2005[27]
- Josef Váňa (divizní generál) – důstojník v roce 1931[1]
- Emil Vaňura (diplomat) – důstojník v roce 1963
- Alois Vašátko (generálmajor) – rytíř v roce 1940[1]
- Bohumil Vazač (plukovník, legionář) – rytíř v roce 1945, důstojník, komandér v roce 1996
- Rudolf Viest (armádní generál) – rytíř v roce 1927[1]
- Alois Vicherek (sborový generál) – rytíř v roce 1923, komandér v roce 1946[1]
- Josef Vitoušek (divizní generál) – rytíř v roce 1921[1]
- Robert Vobratílek (generál) – rytíř v roce 1933[1]
- Sergej Vojcechovský (armádní generál) – důstojník v roce 1926, komandér v roce 1929[1]
- Hugo Vojta (divizní generál) – důstojník v roce 1925[1]
- Václav Vondrák (plukovník, válečný veterán, který bojoval v době 2. svět. války za svobodu Francie) – rytíř v roce 2004[6]
- Emil Votoček (chemik) – důstojník
- Josef Votruba (armádní generál) – důstojník v roce 1929[1]
- Karel Voženílek (divizní generál) – rytíř v roce 1920, důstojník v roce 1921, komandér v roce 1923[1]
- Bohuslav Všetička (divizní generál) – rytíř v roce 1925[1]
- Josef Boris Vuchterle (plukovník) – rytíř v roce 1920[1]
- Tomáš Vybíral (generálmajor) – rytíř v roce 1940, důstojník v roce 1946[1]
- Karel Vyčítal (důstojník četnictva)
- Otto Wagner (plukovník a legionář) – rytíř v roce 1945
- Otakar Zahálka (divizní generál) – rytíř v roce 1931[1]
- Eva Zažímalová (bioložka) – v roce 2022
- Miloš Zelený (štábní kapitán, pilot) – rytíř v roce 1929[9]
- Miloš Žák (divizní generál) – rytíř v roce 1924[1]